# Schizaphis variegata
Schizaphis variegata är en insektsart som beskrevs av Ossiannilsson 1959. Schizaphis variegata ingår i släktet Schizaphis och familjen långrörsbladlöss. Arten är reproducerande i Sverige. Inga underarter finns listade i Catalogue of Life.